# 524 287 (nombre)
524 287 = 219 – 1 est le septième nombre premier de Mersenne. Il a été découvert en 1588 par le mathématicien Pietro Cataldi.
En base deux, il s'écrit 1111111111111111111.

Puis 1333333333 en base quatre, 1777777 en base huit et 7FFFF en hexadécimal.